# Grenzsteinforschung
Grenzsteinforschung ist ein häufig von Regional- oder Lokalhistorikern betriebenes Fachgebiet zur Erforschung von historischen Grenzsteinen und anderen Flurdenkmälern.

## Grenzsteinforschung privater Vereinigungen
In vielen Regionen Deutschlands haben es sich historische Vereinigungen wie Heimat- und Geschichtsvereine zum Ziel gesetzt, die in ihrem Gebiet vorhandenen historischen Grenzsteine (auch Mark-, Merk-, Bann-, Güter- oder Waldsteine genannt), Meilen-, Kilometer- und Stundensteine sowie Kanalsteine, aber auch andere historische Flurdenkmäler wie Steinkreuze und Kreuzsteine oder Bildstöcke und Wegkreuze als wichtige Zeugen ihrer jeweiligen Epochen zu erforschen, zu erhalten, zu sichern oder gegebenenfalls zu sanieren und nach Möglichkeit am angestammten Platz wieder aufzustellen. Ihr selbst gewähltes Aufgabengebiet umfasst Inventarisierung, Grenzbegehungen, Denkmalerhaltung (Wiederauffindung bzw. Ankauf entwendeter Steine, ihre Restaurierung bzw. Reinigung und Wiedersetzung an ursprünglichen Standorten), Deutung der Buchstaben, Ziffern und Zeichen auf Grenzsteinen, Öffentlichkeitsarbeit, Veröffentlichung von Erkenntnissen in der Lokalpresse, in Broschüren, historischen Sammelblättern etc., Vortrags- und Tagungsarbeit („Grenzsteintagungen“) und die Errichtung von Grenzsteinlehrpfaden bzw. Grenzsteinwegen und Lapidarien oder Grenzsteingärten. Einführungen in die Grenzsteinforschung werden auch im universitären Bereich angeboten.

## Amtliche Grenzsteinforschung
Auch Landesämter für Denkmalpflege oder andere Behörden beschäftigen sich mit Grenzsteinforschung und veröffentlichen mitunter einschlägige Schriften, zum Beispiel
- das Landesamt für Denkmalpflege und Archäologie Sachsen-Anhalt (Die Grenzsteine der historischen Grenze Chursachsen-Churhannover im Südharz, 2000);
- das Hessische Landesamt für Bodenmanagement und Geoinformation inventarisiert alte Grenzmarken;
- das Bielefelder Vermessungs- und Katasteramt führt eine Grenzsteinkartei,
- das Bayerische Landesamt für Denkmalpflege hat im Mai 2010 entschieden, historische Grenzsteine und Felsmarchen den Baudenkmälern zuzuordnen und sie in die Denkmalliste und damit in den Denkmal-Atlas (s. Weblinks) aufzunehmen. Die ersten Exemplare waren Grenzsteine  auf der alten Grenze zwischen dem Klostergericht Benediktbeuern und dem Landgericht Tölz.